# Thalassoma loxum
Thalassoma loxum е вид лъчеперка от семейство Labridae.

## Разпространение
Видът е разпространен в Оман и Сомалия.